# Saccharum formosanum
Saccharum formosanum là một loài thực vật có hoa trong họ Hòa thảo. Loài này được (Stapf) Ohwi miêu tả khoa học đầu tiên năm 1942.